# Новое Альметьево
Новое Альметьево (тат. Яңа Әлмәт) — деревня в Нурлатском районе Татарстана. Входит в состав Староальметьевского сельского поселения.

## Этимология
Топоним произошёл от татарского слова «яңа» (новый) и ойконима «Әлмәт» (Альметьево).

## География
Находится на реке Мараса, в 51 км к северо-западу от города Нурлата.

## История
Основана в первой половине XVIII века. До 1860-х годов жители относились к сословию государственных крестьян. Занимались земледелием (в начале XX века земельный надел сельской общины составлял 2981 десятину), разведением скота.
В «Списке населенных мест по сведениям 1859 года», изданном в 1866 году, населённый пункт упомянут как казённая деревня Новая Альметева 2-го стана Чистопольского уезда Казанской губернии. Располагалась при речке Амзе, на торговой дороге из Чистополя в Самару, в 70 верстах от уездного города Чистополя и в 20 верстах от становой квартиры в казённом пригороде Билярске (Буляре). В деревне в 167 дворах жили 1098 человек (580 мужчин и 518 женщин). Была мечеть.
В начале XX века здесь действовали 2 кузницы, 7 мелочных лавок. 
До 1920 года деревня входила в Старо-Альметевскую волость Чистопольского уезда Казанской губернии. С 1920 года в составе Чистопольского кантона ТАССР. С 10.08.1930 в Билярском, с 10.02.1935 в Тельманском, с 16.07.1958 в Билярском, с 01.02.1963 в Октябрьском, с 10.12.1997 в Нурлатском районах.

## Население
Постоянных жителей было в 1782 — 146 душ мужского пола, в 1859 — 1098, в 1897 — 1726, в 1908 — 2005, в 1920 — 1961, в 1926 — 1240, в 1938 — 927, в 1949 — 764, в 1958 — 1070, в 1970 — 1119, в 1979 — 801, в 1989 — 481, в 2002 — 497 (татары 97 %), в 2010 —  422.

## Экономика
Полеводство, молочное скотоводство.

## Инфраструктура
Средняя школа.